# Erick Silva
Erick Silva (Vila Velha, 21 de junio de 1991) es un artista marcial mixto brasileño que actualmente compite en la categoría de peso wélter de Bellator MMA. Profesional desde 2005, también compitión en Ultimate Fighting Championship y Jungle Fight, esta última donde fue campeón inaugural de peso wélter.

## Carrera en artes marciales mixtas

### Ultimate Fighting Championship
En 2011, la UFC firmó a Silva. Su debut fue ante Luis Ramos el 27 de agosto de 2011 en UFC 134. Silva ganó la pelea por nocaut en 40 segundos.
El 14 de enero de 2012, Silva se enfrentó a Carlo Prater en UFC 142. Silva perdió la pelea al ser descalificado por golpear la nuca de Prater.
El 8 de junio de 2012, Silva se enfrentó a Charlie Brenneman en UFC on FX 3. Silva ganó la pelea por sumisión en la primera ronda, ganando así el premio a la Sumisión de la Noche.
Silva se enfrentó a Jon Fitch el 13 de octubre de 2012 en UFC 153. Silva perdió la pelea por decisión unánime. Tras el evento, ambos peleadores ganaron el premio a la Pelea de la Noche.
Silva se enfrentó a Jason High el 8 de junio de 2013 en UFC on Fuel TV 10. Silva ganó la pelea por sumisión en la primera ronda, ganando así el premio a la Sumisión de la Noche.
El 9 de octubre de 2013, Silva se enfrentó a Dong-hyun Kim en UFC Fight Night 29. Silva perdió la pelea por nocaut en la segunda ronda.
En su primer combate de 2014, Silva se enfrentó a Takenori Sato el 15 de febrero en UFC Fight Night 36. Silva ganó la pelea por nocaut en 52 segundos, ganando así el premio a la Actuación de la Noche.
Silva se enfrentó a Matt Brown el 10 de mayo de 2014 en UFC Fight Night 40. Silva perdió la pelea por nocaut técnico en al tercera ronda. Tras el evento, ambos peleadores ganaron el premio a la Pelea de la Noche.
El 20 de diciembre de 2014, Silva se enfrentó a Mike Rhodes en UFC Fight Night 58. Silva ganó la pelea por sumisión en la primera ronda, ganando así el premio a la Actuación de la Noche.
El 21 de marzo de 2015, Silva se enfrentó a Josh Koscheck en UFC Fight Night 62. Silva ganó la pelea por sumisión en la primera ronda.
Silva se enfrentó a Neil Magny el 23 de agosto de 2015 en UFC Fight Night 74. Silva perdió la pelea por decisión dividida.
Silva se enfrentó a Nordine Taleb el 5 de marzo de 2016 en UFC 196. Silva perdió la pelea por nocaut en la segunda ronda.
En UFC Fight Night 95 enfrentó a Luan Chagas y ganó el combate vía sumisión en la tercera ronda.
Silva enfrentó a Yancy Medeiros el 3 de junio de 2017 en UFC 212. Perdió la pelea por TKO en la segunda ronda.
El 16 de diciembre de 2017 enfrentó a Jordan Mein en UFC on Fox: Lawler vs. dos Anjos. Perdió por decisión unánime. Esta fue la última pelea de Silva en UFC.

### Legacy Fighting Alliance
Después de su salida de UFC, Silva firmó con Legacy Fighting Alliance y debutó en el evento principal de LFA 45 contra Nick Barnes el 20 de julio de 2018. Ganó la pelea por sumisión en la primera ronda.

### Bellator MMA
El 26 de septiembre de 2018, se anunció que Silva firmó un contrato con Bellator MMA. Se esperaba que hiciera su debut en la promoción enfrentando a Lorenz Larkin en Bellator 207, pero se vio obligado a dejar la pelea por una lesión el 1 de octubre.
Silva hizo su debut el 16 de febrero de 2019 contra Yaroslav Amosov en Bellator 216. Perdió vía decisión unánime.

## Campeonatos y logros
- Ultimate Fighting Championship
  - Sumisión de la Noche (dos veces)
  - Pelea de la Noche (tres veces)
  - Actuación de la Noche (os veces)

- Jungle Fight Championship
  - Campeonato de Peso Wélter (una vez, inaugural)

- MMAJunkie.com
  - Pelea del Mes (mayo) 2014 vs. Matt Brown[29]

## Récord en artes marciales mixtas
| Resultado     | Récord    | Oponente                      | Método                                | Evento                                 | Fecha                    | Ronda | Tiempo | Localización            | Notas                                                        |
| ------------- | --------- | ----------------------------- | ------------------------------------- | -------------------------------------- | ------------------------ | ----- | ------ | ----------------------- | ------------------------------------------------------------ |
| Derrota       | 20–10 (1) | Yaroslav Amosov               | Decisión (unánime)                    | Bellator 216                           | 16 de febrero de 2019    | 3     | 5:00   | Uncasville, Connecticut |                                                              |
| Victoria      | 20–9 (1)  | Nick Barnes                   | Sumisión (armbar)                     | LFA 45                                 | 20 de julio de 2018      | 1     | 4:43   | Cabazon, California     |                                                              |
| Derrota       | 19–9 (1)  | Jordan Mein                   | Decisión (unánime)                    | UFC on Fox: Lawler vs. dos Anjos       | 16 de diciembre de 2017  | 3     | 5:00   | Winnipeg, Manitoba      |                                                              |
| Derrota       | 19–8 (1)  | Yancy Medeiros                | TKO (golpes)                          | UFC 212                                | 3 de junio de 2017       | 2     | 2:01   | Río de Janeiro          |                                                              |
| Victoria      | 19–7 (1)  | Luan Chagas                   | Sumisión (rear-naked choke)           | UFC Fight Night: Cyborg vs. Lansberg   | 24 de septiembre de 2016 | 3     | 3:57   | Brasilia                | Pelea de la Noche.                                           |
| Derrota       | 18–7 (1)  | Nordine Taleb                 | KO (golpes)                           | UFC 196                                | 5 de marzo de 2016       | 2     | 1:34   | Las Vegas, Nevada       |                                                              |
| Derrota       | 18–6 (1)  | Neil Magny                    | Decisión (dividida)                   | UFC Fight Night: Holloway vs. Oliveira | 23 de agosto de 2015     | 3     | 5:00   | Saskatoon               |                                                              |
| Victoria      | 18–5 (1)  | Josh Koscheck                 | Sumisión (guillotine choke)           | UFC Fight Night: Maia vs. LaFlare      | 21 de marzo de 2015      | 1     | 4:21   | Río de Janeiro          |                                                              |
| Victoria      | 17–5 (1)  | Mike Rhodes                   | Sumisión técnica (arm-triangle choke) | UFC Fight Night: Machida vs. Dollaway  | 20 de diciembre de 2014  | 1     | 1:15   | Barueri                 | Actuación de la Noche.                                       |
| Derrota       | 16–5 (1)  | Matt Brown                    | TKO (golpes)                          | UFC Fight Night: Brown vs. Silva       | 10 de mayo de 2014       | 3     | 2:11   | Cincinnati, Ohio        | Pelea de la Noche.                                           |
| Victoria      | 16–4 (1)  | Takenori Sato                 | KO (golpes)                           | UFC Fight Night: Machida vs. Mousasi   | 15 de febrero de 2014    | 1     | 0:52   | Jaraguá do Sul          | Actuación de la Noche.                                       |
| Derrota       | 15–4 (1)  | Dong-hyun Kim                 | KO (golpe)                            | UFC Fight Night: Maia vs. Shields      | 9 de octubre de 2013     | 2     | 3:01   | Barueri                 |                                                              |
| Victoria      | 15–3 (1)  | Jason High                    | Sumisión (triangle armbar)            | UFC on Fuel TV: Nogueira vs. Werdum    | 8 de junio de 2013       | 1     | 1:11   | Fortaleza               | Sumisión de la Noche.                                        |
| Derrota       | 14–3 (1)  | Jon Fitch                     | Decisión (unánime)                    | UFC 153                                | 13 de octubre de 2012    | 3     | 5:00   | Río de Janeiro          | Pelea de la Noche.                                           |
| Victoria      | 14–2 (1)  | Charlie Brenneman             | Sumisión (rear-naked choke)           | UFC on FX: Johnson vs. McCall          | 8 de junio de 2012       | 1     | 4:33   | Sunrise, Florida        | Sumisión de la Noche.                                        |
| Derrota       | 13–2 (1)  | Carlo Prater                  | Descalificación (golpes en la nuca)   | UFC 142                                | 14 de enero de 2012      | 1     | 0:29   | Río de Janeiro          |                                                              |
| Victoria      | 13–1 (1)  | Luis Ramos                    | KO (golpes)                           | UFC 134                                | 27 de agosto de 2011     | 1     | 0:40   | Río de Janeiro          |                                                              |
| Victoria      | 12–1 (1)  | Francisco Ayón                | Sumisión (arm-triangle choke)         | Jungle Fight 23                        | 30 de octubre de 2010    | 1     | 1:07   | Belém                   | Ganó el Campeonato inaugural de Peso Wélter de Jungle Fight. |
| Victoria      | 11–1 (1)  | Gil de Freitas                | Submission (guillotine choke)         | Jungle Fight 23                        | 30 de octubre de 2010    | 3     | 0:57   | Belém                   | Eliminatoria por el título.                                  |
| Victoria      | 10–1 (1)  | José de Ribamar Machado Gomes | KO (rodillazo y golpes)               | Jungle Fight 21                        | 31 de julio de 2010      | 2     | 3:39   | Natal                   |                                                              |
| Sin resultado | 9–1 (1)   | Henrique Gomes de Oliveira    | Sin resultado                         | Jungle Fight 17                        | 27 de febrero de 2010    | 2     | 3:57   | Vila Velha              | Debut en peso wélter.                                        |
| Victoria      | 9–1       | Jorge Luis Bezerra            | Decisión (unánime)                    | Jungle Fight 15                        | 19 de septiembre de 2009 | 3     | 5:00   | São Paulo               |                                                              |
| Victoria      | 8–1       | Carlos Villamor               | Sumisión (kneebar)                    | Jungle Fight 14                        | 9 de mayo de 2009        | 2     | 3:38   | Fortaleza               |                                                              |
| Victoria      | 7–1       | Igor Fernandes                | Decisión (unánime)                    | Jungle Fight 11                        | 13 de septiembre de 2008 | 3     | 5:00   | Río de Janeiro          |                                                              |
| Victoria      | 6–1       | Carlos Eduardo Santos         | Sumisión (rear-naked choke)           | Jungle Fight 9                         | 31 de mayo de 2008       | 3     |        | Río de Janeiro          |                                                              |
| Victoria      | 5–1       | Fábio Issa                    | Decisión (unánime)                    | Open Fight                             | 4 de agosto de 2007      |       |        | Brasil                  |                                                              |
| Derrota       | 4–1       | Mario Neto                    | Decisión (unánime)                    | Superfight Vitoria                     | 10 de diciembre de 2006  | 3     | 5:00   | Vitória                 |                                                              |
| Victoria      | 4–0       | Leandro Zumbi                 | Sumisión (arm-triangle choke)         | MMA: Kombat Espirito Santo             | 25 de noviembre de 2006  | 1     | 3:05   | Vila Velha              |                                                              |
| Victoria      | 3–0       | Henrique Lango                | Sumisión (rear-naked choke)           | Guarafight 3                           | 12 de agosto de 2006     | 1     |        | Guarapari               |                                                              |
| Victoria      | 2–0       | Julian Fabrin Soares          | KO (golpe)                            | Guarafight 2                           | 7 de enero de 2006       | 1     | 2:30   | Guarapari               |                                                              |
| Victoria      | 1–0       | Fabiano Mastodonte            | Sumisión (rear-naked choke)           | Guarafight 1                           | 4 de junio de 2005       | 1     | 2:02   | Guarapari               |                                                              |